# Back to Basics Tour
De Back to Basics Tour was een concerttournee van Christina Aguilera ter promotie van haar derde studioalbum, Back to Basics. De tournee bestond uit 67 shows over de gehele wereld. De tournee was opgedeeld in 3 gedeelten: één in Europa, één in de Verenigde Staten en één in Azië en Australië.
In het tweede en derde deel van de tournee verzorgden de Pussycat Dolls het voorprogramma, samen met Danity Kane.

## Setlist
01. Video Introductie: Intro/Back To Basics

02. Ain't No Other Man

03. Back In The Day

Verkleding

04. Understand

05. Come On Over Baby (Jazz Versie)

Verkleding

06. Slow Down Baby

07. Still Dirrty/Can't Hold Us Down

Verkleding

08. Makes Me Wanna Pray

09. What a Girl Wants (Reggae Versie)

10. Oh Mother

11. Video Montage: I Got Trouble

Verkleding

12. Enter The Circus

13. Welcome

14. Dirrty

15. Nasty Naughty Boy

16. Candyman

Verkleding

17. Hurt

18. Lady Marmalade

19. Video Montage: Thank You (Dedication to Fans...)

Verkleding

Toegift

20. Beautiful

21. Fighter

## Tourneedata

### Eerste gedeelte
- 17-11-06 - Sheffield, Engeland - Hallam FM Arena
- 20-11-06 - Belfast, Noord-Ierland - Odyssey Arena
- 21-11-06 - Dublin, Ierland - The Point
- 23-11-06 - Manchester, Engeland - Manchester Evening News Arena
- 24-11-06 - Newcastle, Engeland - Metro Radio Arena
- 26-11-06 - Birmingham, Engeland - National Indoor Arena
- 29-11-06 - Londen, Engeland - Wembley Arena
- 30-11-06 - Londen, Engeland - Wembley Arena
- 02-12-06 - Rotterdam, Nederland - Ahoy
- 03-12-06 - Antwerpen, België - Sportpaleis Antwerpen
- 05-12-06 - Frankfurt, Duitsland - Festhalle
- 06-12-06 - Parijs, Frankrijk - Palais Omnisports de Paris-Bercy
- 08-12-06 - Oberhausen, Duitsland - Oberhausen Arena
- 11-12-06 - Hamburg, Duitsland - Color Line Arena
- 13-12-06 - Stuttgart, Duitsland - Schleyerhalle
- 14-12-06 - Zürich, Zwitserland - Hallenstadion
- 16-12-06 - Wenen, Oostenrijk - Stadthalle
- 17-12-06 - Praag, Tsjechië - Sazka Arena

### Tweede deel
- 20-02-07 - Houston, Texas - Toyota Center
- 21-02-07 - Dallas, Texas - American Airlines Center
- 23-02-07 - Omaha, Nebraska - Qwest Center
- 24-02-07 - Kansas City, Missouri - Kemper Arena
- 26-02-07 - Denver, Colorado - Pepsi Center
- 28-02-07 - Glendale, Arizona - Jobing.com Arena
- 02-03-07 - San Diego, Californië - ipayOne Center @ the Sports Arena
- 03-03-07 - Las Vegas, Nevada - Mandalay Bay Events Center
- 05-03-07 - Anaheim, Californië - Honda Center
- 06-03-07 - Los Angeles, Californië - Staples Center
- 09-03-07 - Oakland, Californië - Oracle Arena
- 10-03-07 - San José, Californië - HP Pavilion in San José
- 12-03-07 - Vancouver, Brits-Columbia, Canada - General Motors Place
- 14-03-07 - Edmonton, Alberta, Canada - Rexall Place
- 15-03-07 - Calgary, Alberta, Canada - Pengrowth Saddledome
- 17-03-07 - Winnipeg, Manitoba, Canada - MTS Centre
- 19-03-07 - Saint Paul, Minnesota - Xcel Energy Center
- 23-07-07 - New York, New York - Madison Square Garden
- 25-03-07 - Toronto, Ontario, Canada - Air Canada Centre
- 26-03-07 - Ottawa, Ontario, Canada - Scotiabank Place
- 28-03-07 - Montreal, Quebec, Canada - Bell Centre
- 30-03-07 - Boston, Massachusetts - TD Banknorth Garden - Fleet Center
- 31-03-07 - Atlantic City, New Jersey - Atlantic City Boardwalk Hall
- 02-04-07 - Washington D.C. - Verizon Center
- 05-04-07 - East Rutherford, New Jersey - Continental Airlines Arena
- 07-04-07 - Uniondale, New York - Nassau Coliseum
- 09-04-07 - Auburn Hills, Michigan - Palace of Auburn Hills
- 11-04-07 - Columbus, Ohio - Nationwide Arena
- 13-04-07 - Cleveland, Ohio - Quicken Loans Arena
- 14-04-07 - Pittsburgh, Pennsylvania - Mellon Arena
- 20-04-07 - Milwaukee, Wisconsin - Bradley Center
- 21-04-07 - Rosemont, Illinois - Allstate Arena
- 23-04-07 - Toronto, Ontario, Canada - Air Canada Centre (Tweede show later toegevoegd door grote vraag en belangstelling)
- 24-04-07 - Manchester, New Hampshire - Verizon Wireless Arena
- 25-04-07 - Providence, Rhode Island - Dunkin Donuts Civic Center
- 27-04-07 - Hartford, Connecticut - Hartford Civic Center
- 28-04-07 - Baltimore, Maryland - 1st Mariner Arena
- 02-05-07 - Duluth, Georgia - Arena @ Gwinnett Center
- 04-05-07 - Tampa, Florida - St. Pete Times Forum
- 05-05-07 - Sunrise, Florida - BankAtlantic Center

### Derde deel
- 18-06-07 - Osaka, Japan - Osaka-jo hall
- 20-06-07 - Tokio, Japan - Osaka-jo hall
- 21-06-07 - Tokio, Japan - Osaka-jo hall
- 23-06-07 - Seoel, Zuid-Korea - Olympic park
- 24-06-07 - Seoel, Zuid-Korea - Olympic park
- 26-06-07 - Shanghai, China - People's grand stage
- 28-06-07 - Bangkok, Thailand - Impact arena
- 30-06-07 - Singapore, Singapore - Indoor Stadium
- 03-07-07 - Hongkong, China - Asiaworld arena
- 06-07-07 - Manilla, Filipijnen - Araneta coliseum
- 13-07-07 - Perth, Australië - Burswood dome
- 14-07-07 - Perth, Australië - Burswood dome
- 17-07-07 - Adelaide, Australië - Entertainment centre
- 18-07-07 - Adelaide, Australië - Entertainment centre
- 20-07-07 - Brisbane Australië - Brisbane Entertainment Centre
- 21-07-07 - Brisbane Australië - Brisbane Entertainment Centre
- 24-07-07 - Sydney, Australië - Acer arena
- 25-07-07 - Sydney, Australië - Acer arena
- 27-07-07 - Melbourne, Australië - Rod Laver arena
- 28-07-07 - Melbourne, Australië - Rod Laver arena (Afgelast)
- 30-07-07 - Melbourne, Australië - Rod Laver arena (Afgelast)
- 02-08-07 - Auckland, Nieuw-Zeeland - Vector arena (Afgelast)
- 03-08-07 - Auckland, Nieuw-Zeeland - Vector arena (Afgelast)

Studioalbums: Christina Aguilera · Stripped · Back to Basics · Bionic

Andere albums: Mi Reflejo · My kind of Christmas · Just Be Free · Keeps Gettin' Better: A Decade of Hits

Singles (in Nederland): "Genie in a Bottle" · "What a Girl Wants" · "I Turn to You" · "Come On Over Baby (All I Want Is You)" · "Nobody Wants to Be Lonely" · "Lady Marmalade" · "Dirrty" · "Beautiful" · "Fighter" · "Can't Hold Us Down" · "The Voice Within" · "Car Wash" · "Tilt Ya Head Back" · "Ain't No Other Man" · "Hurt" · "Tell Me" · "Candyman" · "Oh Mother" · "Keeps Gettin' Better"

Zie ook: Discografie · RCA Records